# Varowžan Hakobyan
Varowžan Hakobyan (armeno: Վարուժան Հակոբյան) (Erevan, 19 novembre 1983) è uno scacchista armeno naturalizzato statunitense.
Nel 1995 vinse il campionato juniores dell'Armenia nella categoria under-12. Nel 1999 diventò Maestro Internazionale,  all'età di 16 anni. Nel 2001 si trasferì negli Stati Uniti e nel 2003 ottenne a 20 anni il titolo di Grande maestro.
Nel 2002 fu =1º-9º nel World Open di Filadelfia (Kamil Mitoń vinse gli spareggi per il 1º posto). Vinse da solo questo torneo nel 2004 e fu =1º nel 2007, vincendo poi gli spareggi.
Partecipò con la squadra americana alle Olimpiadi di Torino 2006 e Dresda 2008, vincendo in entrambe il bronzo di squadra. Subito dopo le olimpiadi di Torino partecipò all'open di San Marino, classificandosi pari primo con Vadim Milov, con una performance di 2796 punti Elo.
Nel 2007 fu =1º-8º (con Hikaru Nakamura e altri) all'open di Miami, e =1º-5º nel American Continental Open di Cali in Colombia. Quest'ultimo risultato lo qualificò per la Coppa del Mondo di scacchi 2007, dove però perse al primo turno contro l'israeliano Michael Roiz.
Nel 2009 partecipò alla Coppa del Mondo di scacchi 2009, valevole per le qualificazioni al Campionato del mondo del 2012. Al primo turno superò agli spareggi il russo Pavel Tregubov (9-7), poi al secondo turno perse 2-4 contro l'ucraino Ruslan Ponomarëv.
Nella lista FIDE di gennaio 2011 ha 2611 punti Elo, al 6º posto tra i giocatori degli Stati Uniti.
Vive attualmente (2011) a Los Angeles.